# Файбисович, Вадим Зельманович
Вадим Зельманович Файбисович (р. 8 мая 1944 года, г. Чусовой Пермской области, РСФСР, СССР) — российский шахматист и тренер. Инженер.

## Биография
Окончил ЛИТМО. Выступал за спортивное общество «Буревестник». Участник многих чемпионатов Ленинграда, трижды (1965, 1969 и 1977) становился чемпионом города. В 1962 г. в составе сборной Ленинграда стал победителем командного первенства СССР. В 1965 году преодолел барьер, необходимый для выполнения мастерской нормы. На очередном первенстве СССР среди студентов 1967 года в Ростове-на-Дону поделил 4—6-е места, затем в составе сборной Советского Союза стал победителем 14-й Всемирной студенческой олимпиады в Гаррахове (Чехословакия). Спустя два года в 1969 занял первое место на 11-м международном турнире ЦШК СССР в Вильнюсе. В 1993 получил звание международного мастера. Выиграл клубное первенство Швеции 1999 года в составе Sollentuna SK. Принимал участие в работе школы Василия Смыслова, тренировал женскую сборную Ленинграда. Тренер по шахматам Дворца творчества юных в Санкт-Петербурге. Автор ряда публикаций по истории шахмат.

## Книги
- Иванов С., Кентлер А., Файбисович В., Хропов Б. Шахматная летопись Петербурга. 1900—2005. Чемпионаты города Изд. 2-е, испр. и доп. С.-Пб Коста 2005 г. 296 с.

## Изменения рейтинга
| Графики недоступны из-за технических проблем. См. информацию на Фабрикаторе и на mediawiki.org. |